# Chassagne-Saint-Denis
Chassagne-Saint-Denis é uma comuna francesa na região administrativa de Borgonha-Franco-Condado, no departamento de Doubs. Estende-se por uma área de 9,23 km². Em 2010 a comuna tinha 116 habitantes (densidade: 12,6 hab./km²).